# Save (baseboll)
Save (förkortat S eller SV) är en statistisk kategori i baseboll. Den är den viktigaste för sådana relief pitchers (avbytare) som är closers, alltså pitchers som byts in för att avsluta matcher där deras lag är i knapp ledning och som ska "rädda" eller "stänga" matcherna.
Om en pitcher byts in i ett sådant skede av en match att han skulle få en save om han lyckas avsluta matchen utan att hans lag tappar ledningen, har han kommit in i en så kallad save opportunity eller save situation (förkortat SVO). Om han tappar ledningen i en sådan situation får han en blown save (förkortat BS).
Antalet saves, eller andelen saves av alla save opportunities, används ofta för att rangordna olika closers i förhållande till varandra.

## Major League Baseball

### Definition
I Major League Baseball (MLB) definieras vad som krävs för att en inbytt pitcher ska få en save i paragraf 9.19 i de officiella reglerna. Där sägs att pitchern måste uppfylla fyra kriterier: a) Han avslutar en match som hans lag vinner, b) Han är inte den vinnande pitchern, c) Han pitchar minst 1/3 av en inning och d) Han uppfyller någon av följande kriterier: 1) Han kommer in i matchen med en ledning på högst tre poäng och pitchar minst en inning, 2) Han kommer in i matchen, oberoende av ställningen, med den poäng som innebär en potentiell kvittering antingen redan på bas, som slagman eller on deck (alltså som nästa slagman) eller 3) Han pitchar minst tre inningar.
Definitionen har ändrats några gånger under årens lopp, men har varit densamma sedan 1975. Den kan ibland leda till udda resultat. Till exempel inträffade MLB-historiens (sedan 1969) längsta save 2002, när Joaquín Benoit pitchade sju inningar, från och med den tredje till och med den nionde, i en match som Texas Rangers vann med 7–1 över Baltimore Orioles. Vidare fick Wes Littleton 2007 MLB-historiens mest lättförtjänta save efter att ha pitchat de tre sista inningarna i en match som Rangers vann med hela 30–3 över Orioles.
Om en inbytt pitcher uppfyller kraven på en save, förutom att han inte avslutar matchen, brukar han erhålla en hold, som dock inte är en officiellt erkänd statistisk kategori i MLB.

### Utveckling
Save blev en officiell statistisk kategori i MLB först 1969, men termen hade använts redan 1952 och fick sin första definition av basebolljournalisten Jerome Holtzman 1960. Holtzman ansåg att dåtidens statistiska kategorier, främst earned run average (ERA) och vinst, inte var ett tillräckligt bra mått på en inbytt pitchers prestation. ERA tar nämligen inte hänsyn till hur många av de löpare som den inbytta pitchern "ärvt" från föregående pitcher som den inbytta pitchern tillåter att göra poäng (de belastar i stället den föregående pitchern) och vinst tar inte hänsyn till om den inbytta pitchern håller en ledning som laget hade när han byttes in.
Save blev den första nya officiella statistiska kategorin i MLB sedan 1920, då run batted in (förkortat RBI) introducerades. Forskare har i efterhand identifierat saves från tiden före 1969.
På senare år, framför allt under 2008 då Francisco Rodríguez slog nytt MLB-rekord i antal saves under en säsong, har värdet av att räkna saves ifrågasatts av flera skribenter. De har påpekat att antalet saves beror på antalet save opportunities som uppstår, vilket är mer eller mindre slumpartat beroende på hur många knappa ledningar pitcherns lag har i slutfasen av lagets matcher. Åsikten har också framförts att save-statistiken dels har gjort closern till den mest övervärderade spelarpositionen i amerikansk idrott och dels har medfört att tränare ofta "slösar bort" sin bästa relief pitcher i en lätt nionde inning när pitchern hade behövts bättre tidigare i matchen i en svårare situation.
I dagens MLB pitchar closers nästan alltid bara en inning eller ännu mindre, medan closers förr kunde pitcha tre inningar eller mer. Dagens closers byts också oftast in i lättare situationer än förr, till exempel i nionde inningen när inga löpare finns ute på bas och deras lag leder med tre poäng. Detta är förklaringen till att closers i dag har färre andel blown saves än förr.

### Tio i topp
| Nr | Pitcher              | Säsonger                        | Saves |
| -- | -------------------- | ------------------------------- | ----- |
| 1  | Mariano Rivera†      | 1995–2013                       | 652   |
| 2  | Trevor Hoffman†      | 1993–2010                       | 601   |
| 3  | Lee Smith†           | 1980–1997                       | 478   |
| 4  | Francisco Rodríguez  | 2002–2017                       | 437   |
| 5  | John Franco          | 1984–2001, 2003–2005            | 424   |
| 6  | Billy Wagner         | 1995–2010                       | 422   |
| 7  | Dennis Eckersley†    | 1975–1998                       | 390   |
| 8  | Joe Nathan           | 1999–2000, 2002–2009, 2011–2016 | 377   |
| 9  | Jonathan Papelbon    | 2005–2016                       | 368   |
| 10 | Jeff Reardon         | 1979–1994                       | 367   |
| Nr | Bästa aktiva pitcher | Säsonger                        | Saves |
| 12 | Craig Kimbrel*       | 2010–                           | 348   |

| Nr | Pitcher             | Säsong | Saves |
| -- | ------------------- | ------ | ----- |
| 1  | Francisco Rodríguez | 2008   | 62    |
| 2  | Edwin Díaz*         | 2018   | 57    |
| 2  | Bobby Thigpen       | 1990   | 57    |
| 4  | Éric Gagné          | 2003   | 55    |
| 4  | John Smoltz†        | 2002   | 55    |
| 6  | Trevor Hoffman†     | 1998   | 53    |
| 6  | Randy Myers         | 1993   | 53    |
| 6  | Mariano Rivera†     | 2004   | 53    |
| 9  | Éric Gagné          | 2002   | 52    |
| 10 | Rod Beck            | 1998   | 51    |
| 10 | Dennis Eckersley†   | 1992   | 51    |
| 10 | Jeurys Familia*     | 2016   | 51    |
| 10 | Jim Johnson         | 2012   | 51    |
| 10 | Mark Melancon*      | 2015   | 51    |

* Aktiva spelare i MLB i fet stil

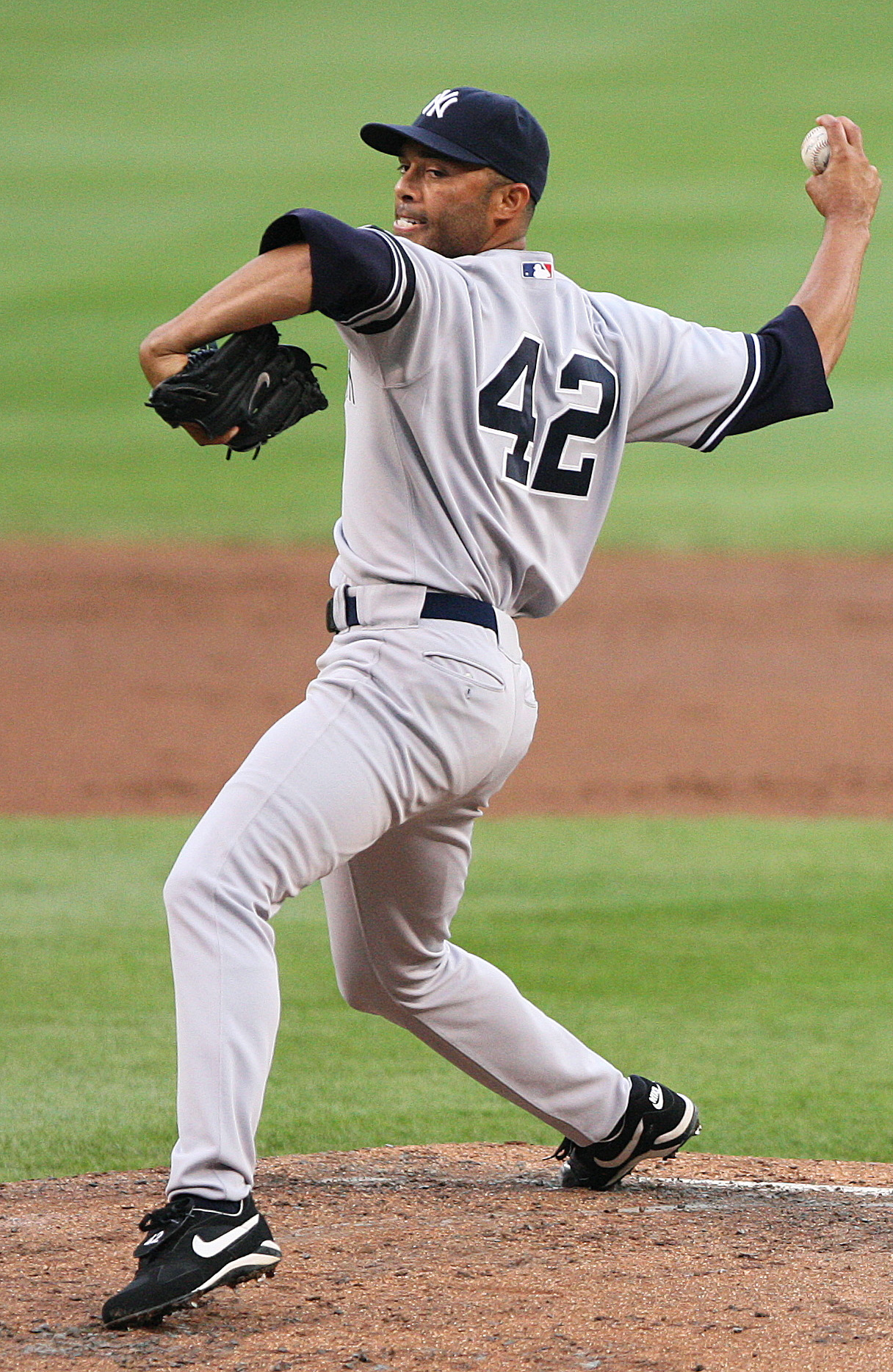
Mariano Rivera har flest saves under karriären.

† Spelare invalda i National Baseball Hall of Fame

### Övriga rekord
Rekordet för flest saves i rad utan en enda blown save är 84, satt av Éric Gagné 2002–2004. Rekordet anses vara ett av de mest svårslagna i MLB eller för den delen i hela idrottsvärlden.
För rookies är rekordet för flest saves under en säsong 46, satt av Craig Kimbrel 2011.
Den pitcher som flest säsonger haft flest saves i sin liga är Firpo Marberry, som ledde American League sex olika säsonger.
När det gäller MLB:s slutspel är den pitcher som har flest saves under karriären Mariano Rivera med 42, mer än dubbelt så många som tvåan. Ser man enbart till World Series är rekordet för flest saves under karriären elva, satt av Mariano Rivera.